# 大丰当旧址
大丰当旧址，位于山西省长治市襄垣县古韩镇县城东大街，是一组古建筑，时代为民国三十四年（1945年）9月—10月。
大丰当旧址为前后二进院落。1945年9月—10月，阎锡山与刘伯承、邓小平两军之间爆发上党战役，此处为刘邓指挥部。2016年6月6日，上党战役指挥部大丰当旧址公布为第五批山西省文物保护单位，编号5-154。